# Steve Jobs
Steven Paul «Steve» Jobs (San Francisco, 24 de febrero de 1955-Palo Alto, California, 5 de octubre de 2011) fue un empresario, diseñador industrial, magnate empresarial, propietario de medios e inversor estadounidense. Fue cofundador y presidente ejecutivo de Apple y máximo accionista individual de The Walt Disney Company.
Fundó Apple en 1976 junto con un amigo de la adolescencia, Steve Wozniak, con ayuda del excompañero de Jobs en Atari, Ronald Wayne. Aupado por el éxito del Apple II, Jobs obtuvo una gran relevancia pública, siendo portada de Time en 1982. Contaba con 27 años y ya era millonario gracias a la exitosa salida a bolsa de la compañía a finales del año anterior. La década de los 80 supuso la entrada de potentes competidores en el mercado de los ordenadores personales, lo que originó las primeras dificultades empresariales.
Su reacción fue innovar, o mejor dicho, implementar: a principios de 1984 su compañía lanzaba el Macintosh 128K, que fue el primer ordenador personal que se comercializó exitosamente que usaba una interfaz gráfica de usuario (GUI) y un ratón en vez de la línea de comandos. Después de tener problemas con la cúpula directiva de la empresa que él mismo fundó, renunció. Jobs vendió entonces todas sus acciones, salvo una. Ese mismo año recibía la Medalla Nacional de Tecnología del presidente Ronald Reagan, cerrando con este reconocimiento esta primera etapa como emprendedor. Regresó en 1997 a la compañía, que se encontraba en graves dificultades financieras, y fue su director ejecutivo hasta el 24 de agosto de 2011. En ese verano Apple sobrepasó a Exxon como la empresa con mayor capitalización del mundo.
Durante los años 1990 transformó una empresa subsidiaria adquirida a Lucasfilm en Pixar, que revolucionó la industria de animación con el lanzamiento de Toy Story. La integración de esta compañía en Disney, de la que era proveedor, convertiría a Jobs en el mayor accionista individual del gigante del entretenimiento. En el año de su muerte, su fortuna se valoraba en 8300 millones de dólares y ocupaba el puesto 110 en la lista de grandes fortunas de la revista Forbes.
En su segunda etapa en Apple, también cambió el modelo de negocio de la industria musical: aprobó el lanzamiento del iPod en 2001, y en 2003 la tienda On-line de música de iTunes, que en siete años vendió más de 10 000 millones de canciones y dominó completamente el negocio de música en línea, a un precio de 0,99  USD por canción descargada. Ya en 2009 lograba acaparar el 25 por ciento de la venta de música en los Estados Unidos, y es la mayor tienda musical por volumen de ventas de la historia. Según el registro de patentes de los Estados Unidos, 323 patentes de Jobs figuran a nombre de Apple.

## Biografía

### Primeros años
Steven Jobs nació en San Francisco (California) en 1955, fruto de la relación entre Abdulfattah Jandali, un refugiado sirio musulmán y Joanne Carole Schieble, una estadounidense de ascendencia alemana y suiza, por entonces dos jóvenes estudiantes universitarios que lo entregaron en adopción a una pareja de clase media, Paul Jobs y Clara Hagopian, ella de ascendencia armenia. Sus padres biológicos se casaron luego y tuvieron otra hija, la novelista Mona Simpson, a quien Steve no conocería hasta la edad adulta. En esa nueva familia Steve creció junto a su otra hermana, Patricia (Patty). Su padre adoptivo, Paul Jobs, era maquinista en la empresa estatal de transporte ferroviario y su madre ama de casa.
En 1961 la familia se trasladó a Mountain View, una ciudad al sur de Palo Alto que empezaba a convertirse en un centro importante de la industria de la electrónica. Allí asistió a la escuela primaria Cupertino Middle School y a la secundaria Homestead H.S., también en Cupertino. A Jobs le interesaban la electrónica y los gadgets, razón que le llevó a unirse a un club llamado Hewlett-Packard Explorer Club, donde ingenieros de Hewlett-Packard mostraban a los jóvenes sus nuevos productos. Fue allí donde Steve vio su primera computadora, a la edad de 12 años. Quedó tan impresionado que supo de inmediato que él quería trabajar con computadores.
Ya en la secundaria asiste a charlas de Hewlett-Packard. En una ocasión, Steve preguntó al por entonces presidente de la compañía, William Hewlett, sobre algunas partes que necesitaba para completar un proyecto de clase. William quedó tan impresionado que se las proporcionó y le ofreció realizar unas prácticas de verano en su compañía. Steve sería luego contratado como empleado veraniego, coincidiendo allí con Steve Wozniak por medio de un amigo mutuo, Bill Fernández.
En 1972 entra en la universidad Reed College de Portland (Oregón). Asiste a ella tan solo 6 meses antes de abandonarla, debido al alto coste de sus estudios. En lugar de regresar a casa, continúa asistiendo a clases como oyente unos 18 meses más, viviendo a base de trabajos con ingresos ínfimos. Curiosamente, sus estudios en caligrafía, enseñada por Robert Palladino, le serían de utilidad cuando diseñara las tipografías del primer Mac.
Tras dos años fuera de casa, en otoño de 1974 regresa a California con el objetivo de realizar un retiro espiritual en la India y consigue un trabajo como técnico en Atari Inc., empresa fabricante de videojuegos, donde colaboró en la creación del juego Breakout. De la mano de Steve Wozniak comienza a asistir a las reuniones del Homebrew Computer Club, donde Wozniak le contó que estaba intentando construir un pequeño computador casero. Jobs se mostró especialmente fascinado con las posibilidades mercantiles de la idea de Wozniak y le convence para fabricar y vender uno. Steve Jobs se encarga de las ventas y negociaciones y Steve Wozniak, en secreto, de construir la máquina electrónica.
Según afirma Nolan Bushnell, luego de su regreso de la India, a donde fue acompañado por un antiguo compañero de la escuela secundaria y más tarde primer empleado de Apple, Daniel Kottke, decidió renunciar a Atari y fundar Apple Computer. Steve ofreció a Bushnell un porcentaje de Apple, 50 000 dólares, el cual no aceptó.
Durante este tiempo, experimentó con drogas psicodélicas, LSD, llamando a sus experiencias como «una de las dos o tres cosas más importantes que había hecho en su vida».

### Inicios de Apple Computer

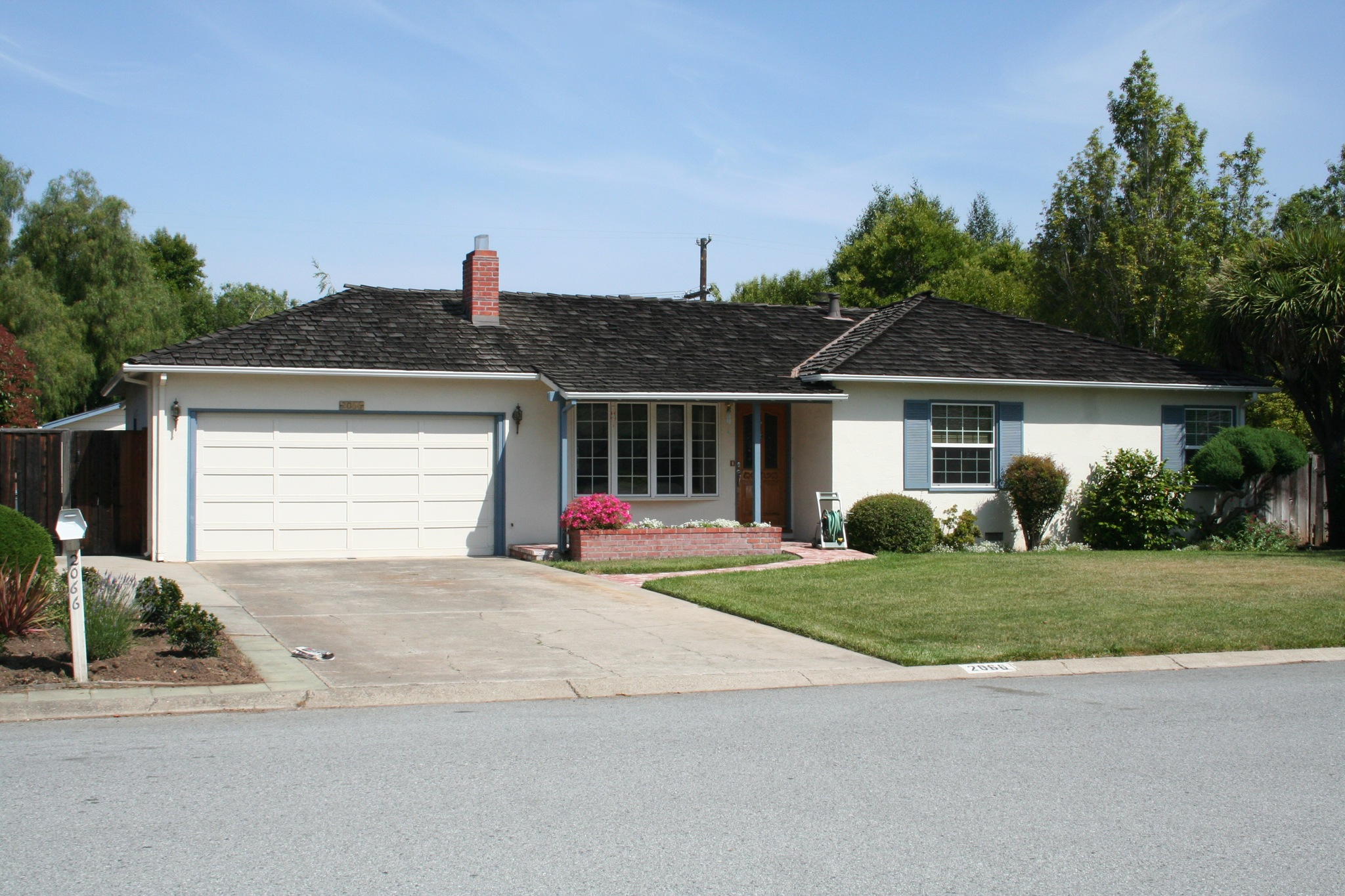
Casa de Paul y Clara Jobs en Los Altos, California.

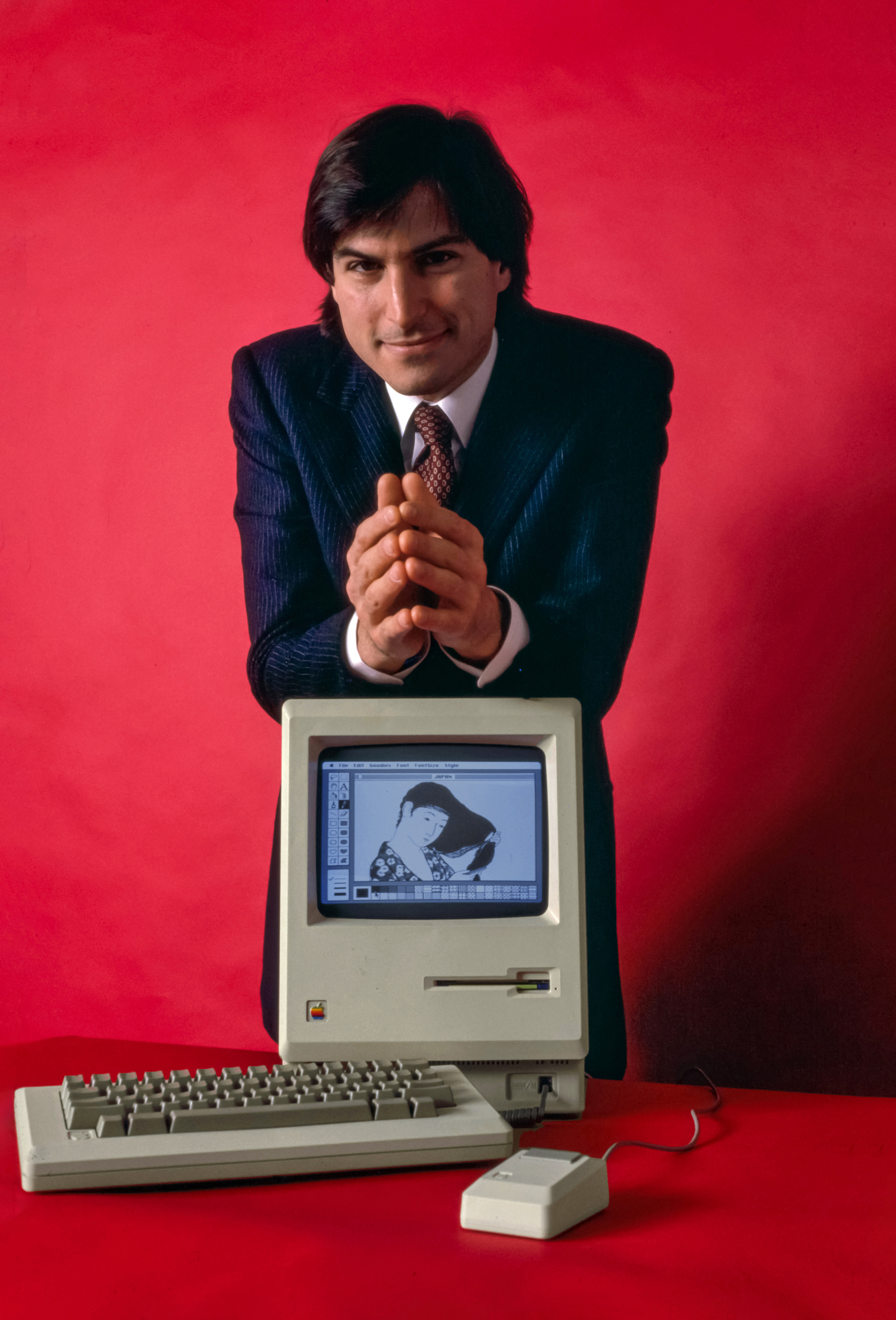
Steve Jobs en enero de 1984 con un Macintosh 128K, el célebre computador al que le debe su mayor fama.

Debido a las exigencias de su contrato con Hewlett-Packard, Wozniak tuvo que dar a conocer su intención de construir un computador personal a la empresa, que desechó la idea por considerarla ridícula. Fue así como en 1976 nació Apple Computer Company. Tras la consecución del primer computador personal, bautizado como Apple I, Jobs se dedicó a su promoción entre otros aficionados a la informática, tiendas y ferias de electrónica digital, llegando a vender unos 200 ejemplares. A partir de entonces, el crecimiento de Apple fue notable. En tan solo 10 años, Apple se convirtió en una empresa con 4.000 empleados y Jobs, con 27 años, era el millonario más joven de 1982. [cita requerida]

Logo de Apple en 1977, creado por Rob Janoff con el tema de los colores del arco iris utilizado hasta 1998.

A principios de 1983 vio la luz Apple Lisa, el primer computador personal con Interfaz gráfica del usuario diseñado especialmente para gente con poca experiencia en informática. Su precio, más caro que el de la mayoría de ordenadores personales de la competencia, no facilitó que el nuevo producto fuese precisamente un éxito de ventas, perdiendo Apple aproximadamente la mitad de su cuota de mercado en favor de IBM.
En un intento por mantener la competitividad de la compañía, Steve Jobs, ya convertido en ejecutivo, convenció a John Sculley, director ejecutivo de Pepsi-Cola, para tomar las riendas de Apple. En la conferencia anual de Apple del 24 de enero de 1984, Jobs presentó con grandes expectativas, el Apple Macintosh, el primer ordenador personal de Apple con ratón. Sin embargo Macintosh no alcanzó las expectativas comerciales esperadas. Hacia finales de 1984 las diferencias entre Sculley y Jobs se iban haciendo cada vez más insalvables, hasta el punto de deteriorarse la relación, principalmente por el proyecto macintosh[cita requerida]. En mayo de 1985, en medio de una profunda reestructuración interna que se saldó con el despido de 1200 empleados, Sculley relegó a Jobs de sus funciones como líder de la división de Macintosh.

Steve nunca fue despedido, se tomó un sabático y aún era presidente del consejo. Estaba fuera, nadie lo corrió, pero estaba fuera del proyecto de la Macintosh, que era su sueño, y nunca me perdonó por eso. Después fundó NeXt y fue demandado por la junta por contratar a ingenieros de Apple, pero en realidad nunca fue despedido.
John Sculley,

Tras varios meses de resignación, el 17 de septiembre de 1985, Steve Jobs abandonó la compañía que él mismo había fundado.
En esa época Jobs había desarrollado un estilo gerencial agresivo y un liderazgo irrespetuoso con sus empleados; a pesar de todo, se le consideró como el empresario más exitoso de su generación.

### Fundación de Pixar
Tras abandonar Apple en 1986, Steve Jobs compra por 5 millones de dólares la empresa The Graphics Group destinando otros 5 millones adicionales como inversión, conocida en lo sucesivo como Pixar, una subsidiaria de Lucasfilm especializada en la producción de gráficos por computador. Steve Jobs empezó a firmar varios acuerdos para producir películas animadas para la compañía Walt Disney. En 1995 se estrenó en los cines Toy Story, el primer largometraje generado completamente por computadora, conseguido con su propio software de renderización, RenderMan. Toy Story fue el mayor éxito de taquilla de 1995 y la primera película del binomio Walt Disney-Pixar en ganar un premio Óscar.
En noviembre de 2001, Pixar estrena Monsters, Inc., recaudando con ella 780 millones de dólares en todo el mundo, convirtiéndose en la película animada más taquillera hasta ese momento. Sus éxitos siguieron con Buscando a Nemo (2003), Cars (2006), WALL·E (2008) y Up (2009), entre otras, las cuales obtuvieron la aprobación de la crítica y el público.
En los años 2003 y 2004, cuando el contrato de Pixar con Disney se estaba acabando, el director ejecutivo de Disney, Michael Eisner, intentó sin éxito negociar un nuevo acuerdo, y a principios de 2004, Jobs anunció que Pixar podría buscar un nuevo socio para distribuir sus películas después de que expirara su contrato con Disney. En octubre de 2005, Bob Iger sustituyó a Eisner en Disney y trabajó rápidamente para enmendar las relaciones con Jobs y Pixar. El 24 de enero de 2006, Jobs e Iger anunciaron que Disney había acordado comprar Pixar en una transacción de acciones por un valor de 7400 millones de dólares. Cuando el acuerdo se cerró, Jobs se convirtió en el mayor accionista individual en la compañía de Walt Disney, con aproximadamente el siete por ciento de las acciones de la empresa. Una vez completada la fusión, Jobs recibió ese 7 % y se incorporó al Consejo de Administración como el mayor accionista individual. Después de la muerte de Jobs, sus acciones de Disney fueron trasladadas al Fideicomiso Steven P. Jobs, dirigido por Laurene Jobs.

### Creación de NeXT Computer
Tras dejar Apple, a los 30 años de edad, decidió continuar su carrera empresarial en la industria de la computación y fundó la empresa NeXT Computer Inc., con una inversión de 7 millones de dólares. Reunió para el nuevo proyecto a 7 de sus antiguos empleados en Apple: Bud Tribble, George Crow, Rich Page, Susan Barnes, Susan Kare y Dan'l Lewin. En el plan de negocios se estableció que, al igual que se hacía en Apple, la compañía vendiese al cliente no solo el hardware, sino también el sistema operativo y parte del software de usuario.
La primera estación de trabajo de NeXT fue presentada el 12 de octubre de 1988. Recibiría oficialmente el nombre de NeXT Computer, si bien fue ampliamente conocida como El Cubo (The Cube, en idioma inglés) por su distintiva caja de aleación de magnesio en forma de cubo. El sistema operativo de la nueva máquina fue bautizado como NeXTSTEP.
Las ventas de los computadores de NeXT fueron relativamente modestas, con un total estimado de 50 000 unidades en los 10 años que estuvo operativa la división de hardware. Su sistema operativo orientado a objetos y entorno de desarrollo fueron, en cambio, muy influyentes. A pesar de su escasa penetración en el mercado, uno de estos equipos sirvió para que el científico Tim Berners Lee creara el concepto de World Wide Web que revolucionaría a la red Internet.
Como consecuencia, Jobs en 1993 centró la estrategia de su compañía en la producción de software, cambiando el nombre de la empresa por el de Next Software Inc. Una de las decisiones más llamativas fue la venta de equipos NeXT construidos alrededor de los microprocesadores Intel 486 y SPARC.
Apple Computer anunció el 20 de diciembre de 1996 la adquisición de NeXT Software por 400 millones de dólares con el fin de actualizar el sistema operativo de las computadoras Macintosh, después del fracaso de la compañía con Copland, un proyecto que nunca llegó a terminarse. Así, Steve Jobs volvió a formar parte de la compañía Apple.

### El regreso a Apple

Logo de la campaña Think Different diseñado por la agencia TBWA\Chiat\Day e iniciada por Jobs tras su regreso a Apple en 1997.

La vuelta de Steve Jobs a la empresa Apple se produjo cuando la empresa se encontraba en declive, así que se decidió a recuperar el control de ésta, se ganó la confianza de la dirección de la compañía en detrimento del entonces director ejecutivo, Gil Amelio, logrando que se lo nombrara director interino el 16 de septiembre de 1997.
Algunas de las primeras medidas de Jobs en su nuevo puesto fue firmar un acuerdo con Microsoft, por el cual esta empresa invertiría dinero en Apple a cambio de un 4 % de sus acciones, aunque este porcentaje no le diera el derecho a voto en las decisiones de la junta directiva de la empresa; el suministro del software de ofimática Office para los computadores Macintosh y el fin de las disputas por la interfaz gráfica.[cita requerida] La noticia de esta medida no fue bien recibida.

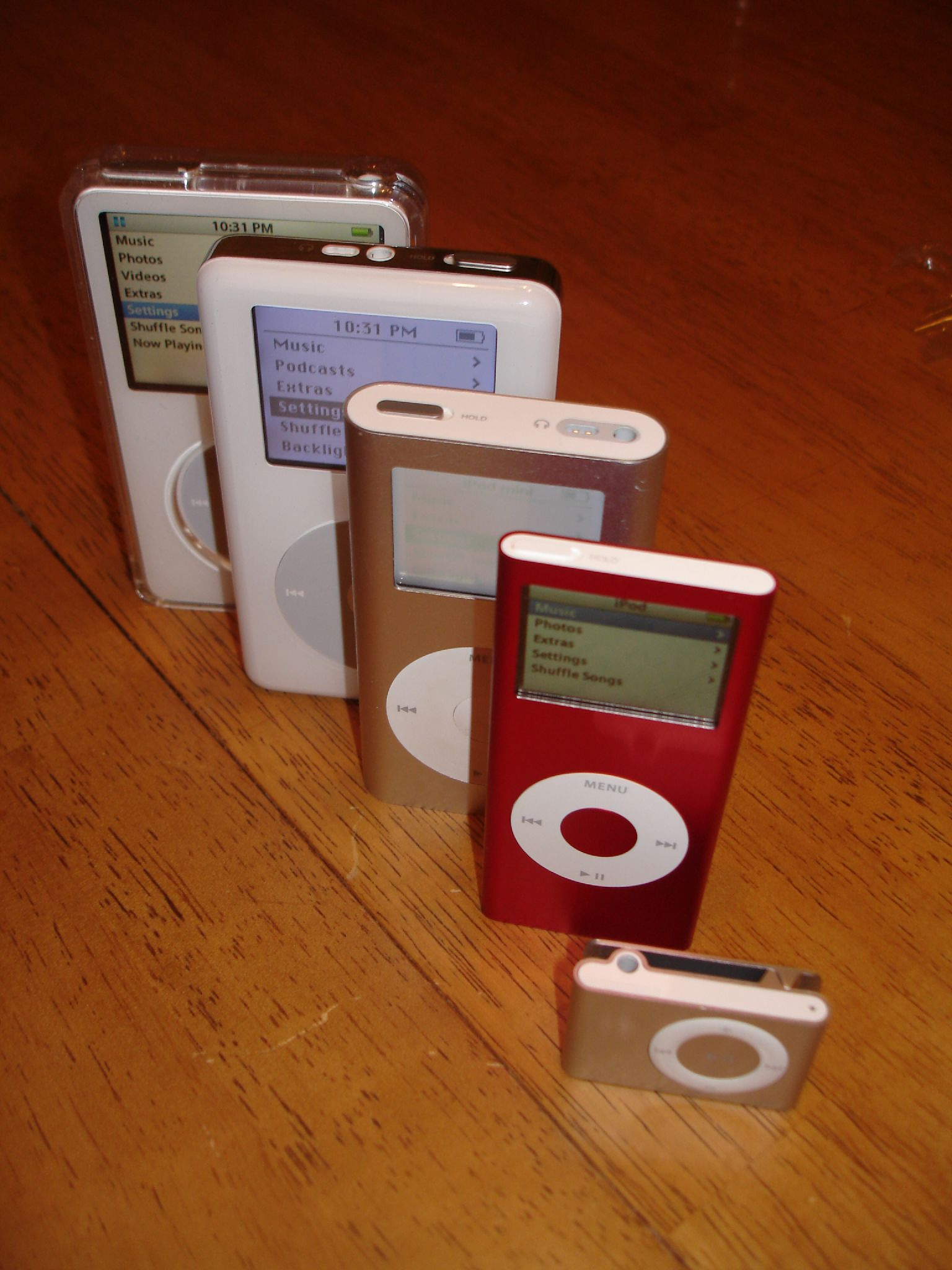
Varios modelos de iPod.

De similar aceptación resultaron la cancelación del programa de licencias de Mac OS a otros fabricantes de hardware, como Power Computing, empresa que sería finalmente adquirida por Apple, lo que impidió la popularización de esta plataforma informática y el descontinuar el Apple Newton, un dispositivo de características similares a un asistente digital personal. Estas medidas, sin embargo, permitieron a la compañía centrar sus esfuerzos en mejorar sus productos y probar nuevas líneas de negocio, como la tienda digital de música iTunes Store, los reproductores de audio iPod y los computadores iMac, que resultaron ser un gran éxito.
En 2006 Jobs firmó un contrato con Intel para utilizar procesadores de la arquitectura x86 en todos sus computadores de escritorio y portátiles.
En diciembre de 2009 Steve Jobs fue elegido director ejecutivo del año por la revista Harvard Business Review por «incrementar en 150 000 millones el valor en bolsa de Apple en los últimos 12 años».

### Renuncia
El 24 de agosto de 2011 presentó su renuncia como CEO de Apple, y fue sustituido por Tim Cook. A partir de esta fecha y hasta su muerte, fue el presidente de la Junta Directiva de Apple. Horas después del anuncio, se redujo en 5 puntos porcentuales el valor de las acciones de Apple. Según la revista de finanzas Forbes, la renuncia afectaría negativamente a Apple y otras empresas, incluyendo Walt Disney Company donde Jobs era director. El día 24 de agosto de 2011, el valor de las acciones de Walt Disney Co. se redujo en 1,5 puntos porcentuales.

## Vida privada

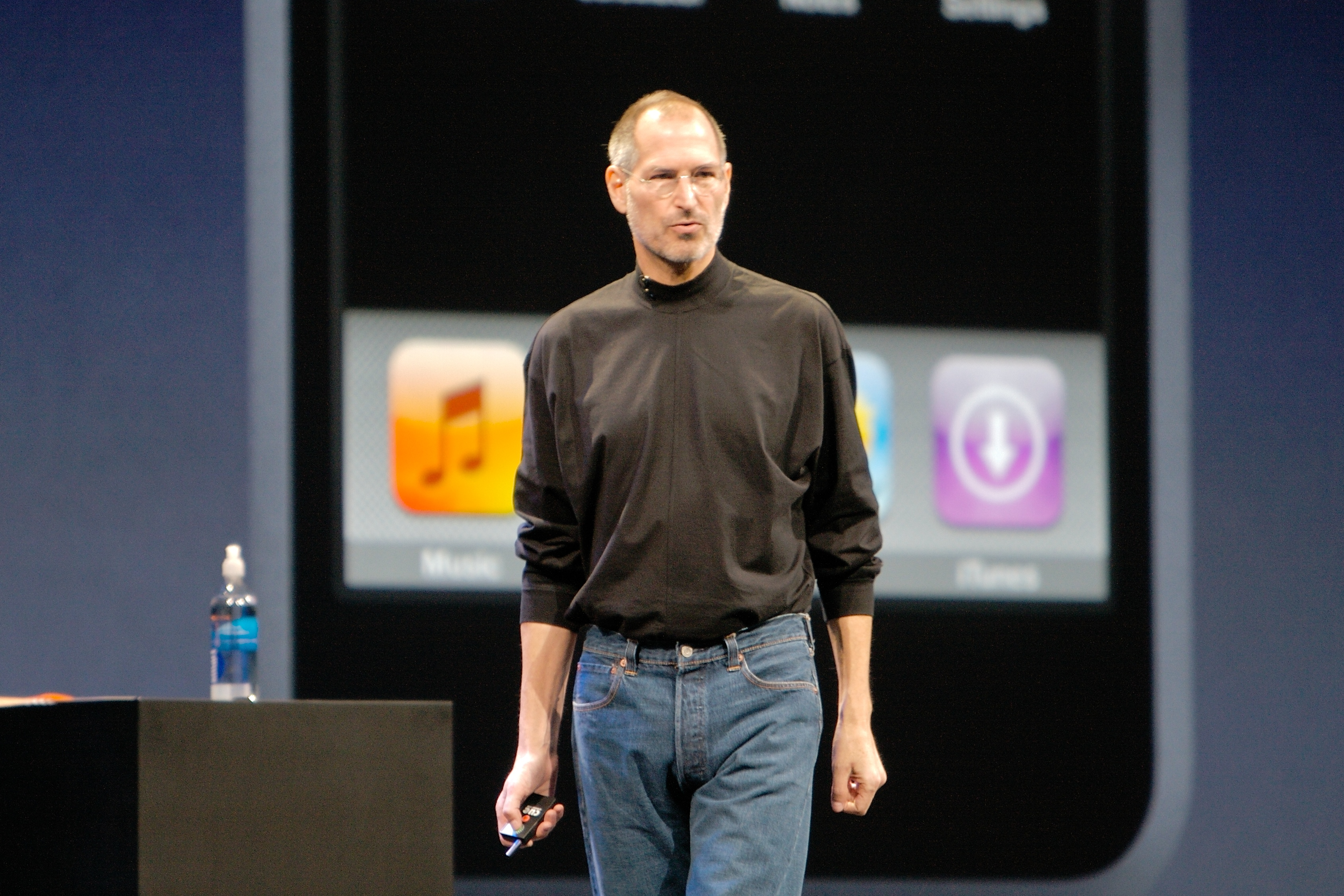
Steve Jobs en 2008.

Estuvo casado desde 1991 con Laurene Powell, a quien conoció en la Universidad de Stanford. Vivieron en Palo Alto, California, con sus tres hijos. Steve tuvo además otra hija llamada Lisa, fruto de una relación de juventud con Chris Ann Brennan. Su paternidad no la reconoció sino hasta 1991. Sufrió varios problemas graves de salud. En 2004 se le diagnosticó un cáncer de páncreas, enfermedad que superó tras un tratamiento en una clínica oncológica californiana. A principios del 2009 anunció que padecía un desequilibrio hormonal y que debía apartarse necesariamente de la compañía, y delegó la mayor parte de sus responsabilidades en Timothy Cook, por entonces jefe de operaciones. En abril de 2009 se sometió a un trasplante de hígado, y en septiembre de ese mismo año volvió al trabajo. El 17 de enero de 2011, Jobs dejó nuevamente Apple por problemas de salud, a poco más de un mes de la presentación del iPad 2. Mientras tanto, la compañía quedó a cargo de Tim Cook. Jobs presentó públicamente el iPad 2 el miércoles 2 de marzo. No obstante, declaró que desde su residencia seguiría ocupándose de las decisiones más relevantes de la compañía, como en efecto ocurrió.

## Enfermedad
En octubre de 2003 se le diagnosticó un cáncer, y a mediados de 2004 anunció a sus empleados que tenía un tumor canceroso en el páncreas.
 El pronóstico para cáncer de páncreas suele ser muy malo; Jobs afirmó que tenía un tipo raro de cáncer de páncreas menos agresivo conocido como carcinoma de los islotes pancreáticos. A pesar de su diagnóstico, Jobs -budista y vegetariano- se resistió durante 9 meses a seguir las indicaciones para realizar una intervención habitual en la medicina convencional, y en su lugar siguió una dieta especial de medicina alternativa en un intento de acabar con la enfermedad. El médico de Harvard Dr. Ramzi Amir, especialista en ese tipo de cáncer afirmó:

Dadas las circunstancias parece evidente que la elección de la medicina alternativa por parte de Steve Jobs le condujo innecesariamente a una muerte temprana.
Steve Jobs sucumbió a la enfermedad más rápidamente por su negativa a usar la medicina convencional.
Si el cáncer de Steve Jobs hubiese sido retirado quirúrgicamente poco después de su diagnóstico, él podría haber sobrevivido sin efectos secundarios.
Steve Jobs tenía unos tumores neuroendocrinos de, relativamente, poca gravedad, comparados con el muy agresivo adenocarcinoma que tienen el 95 % de los pacientes de cáncer de páncreas.

En mi serie de pacientes para muchos subtipos de este cáncer la tasa de supervivencia durante más de una década fue del 100%.

Barrie R. Cassileth, jefa del departamento de medicina integrativa del Memorial Sloan Kettering Cancer Center dijo: «La fe de Jobs en la medicina alternativa probablemente le costó la vida... tenía el único tipo de cáncer de páncreas que es tratable y curable... básicamente se suicidó». Según su biógrafo, Walter Isaacson, «durante nueve meses se negó a someterse a cirugía para el cáncer de páncreas – una decisión que lamentó más adelante cuando su salud empeoró». «En su lugar usó acupuntura, dietas vegetarianas, hierbas medicinales y otros tratamientos que encontró en internet, e incluso consultó a un vidente. Hasta julio de 2004 en que se operó también estuvo influenciado por un doctor que en su clínica aplicaba enemas, ayunos y otros tratamientos pseudocientíficos». Finalmente se sometió a una pancreaticoduodenoctomía o procedimiento Whipple que aparentemente eliminó el tumor. Jobs no recibió radioterapia o quimioterapia. Durante la ausencia de Jobs, Tim Cook, que era director de ventas y operaciones de Apple, dirigió la compañía.

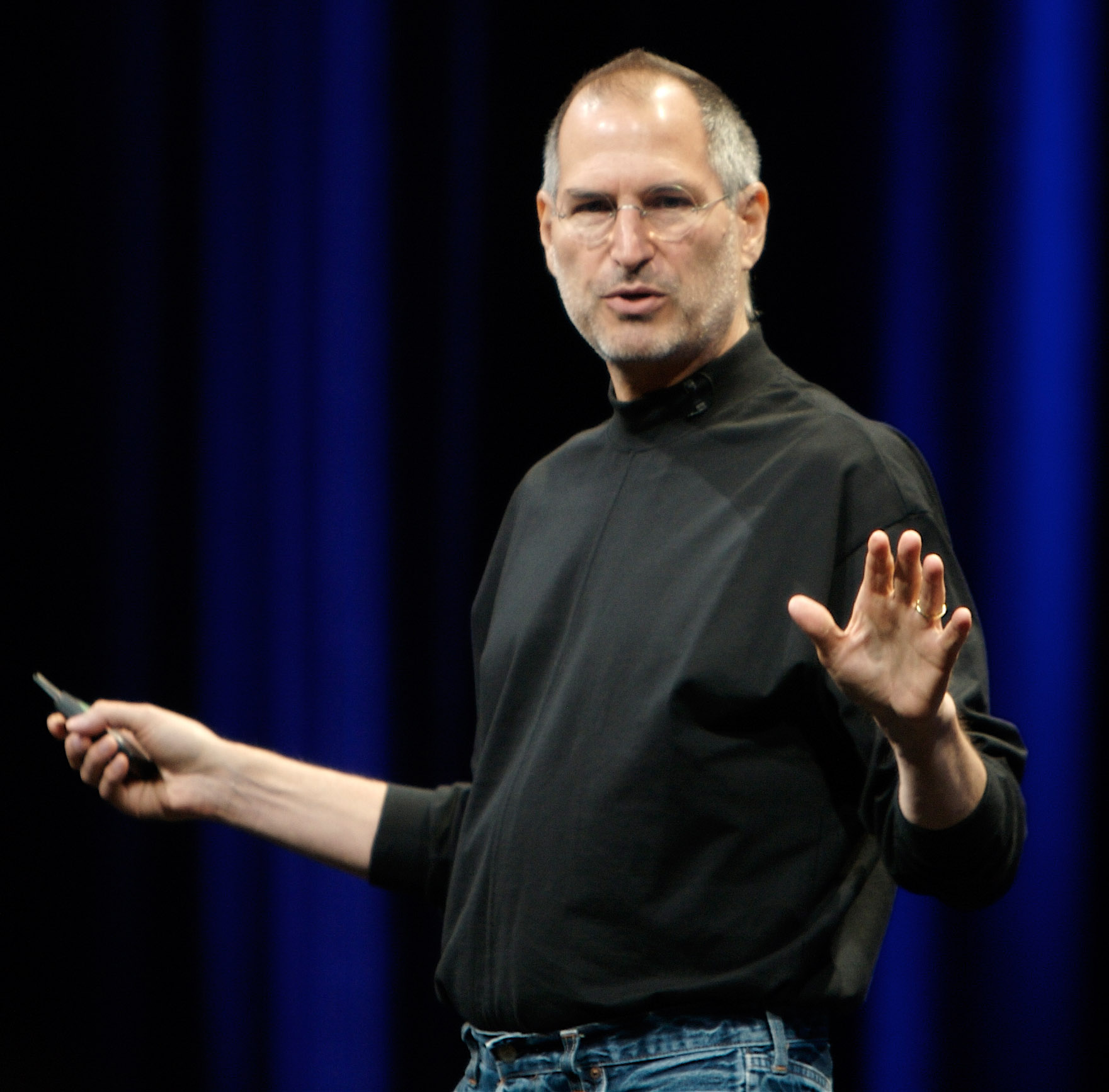
Steve Jobs en 2007.

A principios de agosto de 2006 Jobs realizó una presentación en la Conferencia Anual de Desarrolladores de Apple (WWDC). Su aspecto demacrado y delgado y su inusual presentación apática, junto con la delegación de la exposición de partes importantes a otros participantes, suscitó una oleada de especulaciones acerca de su salud. Sin embargo, de acuerdo con un artículo de Ars Technica los asistentes a la Conferencia que vieron a Jobs dijeron que tenía buen aspecto. Después de la presentación un portavoz de Apple dijo que Steve tenía una salud de hierro.
Dos años después también surgieron preocupaciones tras la presentación de la WWDC de 2008. Los responsables de Apple afirmaron que Jobs padecía una afección corriente y que estaba tomando antibióticos, mientras que otros achacaban su estado demacrado al procedimiento Whipple aplicado en su cirugía. Durante una conferencia en julio en la que se discutía sobre los beneficios de Apple, los participantes respondieron a las preguntas sobre la salud de Jobs que era un «asunto privado». Otros opinaron que los accionistas tenían el derecho a saber más dado el estilo personal de Jobs al dirigir la compañía. The New York Times publicó un artículo basado en una conversación telefónica «extraoficial» con Jobs en la que decía que «aunque sus problemas de salud eran más que una afección corriente, no suponían una amenaza a su vida y que no tenía ninguna reaparición de cáncer».
El 28 de agosto de 2008 el servicio de noticias de empresa Bloomberg publicó por error un obituario de Jobs de 2500 palabras que contenía espacios para su edad y la causa de la muerte. (Las agencias de noticias suelen ir actualizando obituarios para facilitar la salida de noticias para el caso en que una persona conocida muera de forma repentina). Aunque el error se rectificó inmediatamente, muchas agencias de noticias escribieron sobre él, intensificando los rumores sobre la salud de Jobs. Jobs respondió en el discurso de apertura de «Let's Rock» de septiembre de 2008 citando a Mark Twain: «Las noticias de mi muerte son muy exageradas». En un acto posterior Jobs terminó su presentación con una diapositiva en la que se leía «110/70», en referencia a su presión sanguínea, y dijo que no respondería más preguntas sobre su salud.
El 16 de diciembre de 2008 Apple anunció que el vicepresidente de marketing Philip W. Schiller daría el último discurso en la Conferencia Macworld de 2009. Esto reactivó las preguntas sobre la salud de Jobs. En una declaración del 5 de enero de 2009 en Apple.com, Jobs dijo que había estado sufriendo un desequilibrio hormonal durante varios meses.
El 14 de enero de 2009 en un memorando interno de Apple Jobs escribió que la semana anterior supo que los asuntos relacionados con su salud eran más complejos de lo que pensaba, y anunció una excedencia de seis meses hasta el final de junio de 2009 para poder centrarse en su salud. Tim Cook, que anteriormente había sido Director Ejecutivo durante la ausencia de Jobs en 2004, volvió a ser Director Ejecutivo en funciones, estando Jobs involucrado en las «decisiones estratégicas fundamentales».
En abril de 2009, Jobs fue sometido a un trasplante de hígado en el Methodist University Hospital Transplant Institute en Memphis, Tennessee. El diagnóstico fue descrito como «excelente».

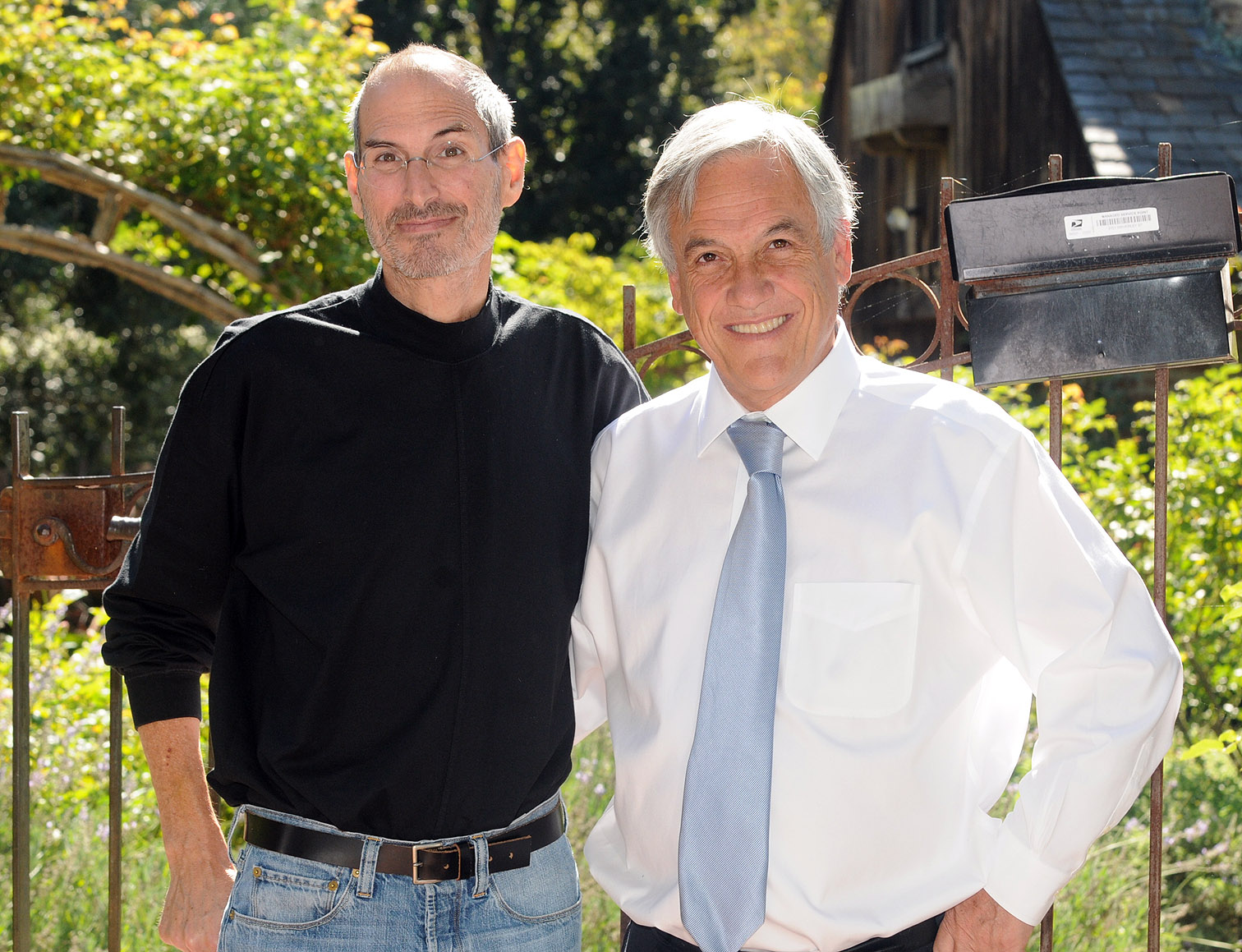
Steve Jobs con el entonces presidente chileno Sebastián Piñera en septiembre de 2010.

El 17 de enero de 2011, un año y medio después de su trasplante de hígado, Apple anunció que le había concedido una excedencia por enfermedad. Jobs anunció su salida en una carta a sus empleados, afirmando que tomó su decisión «para poder centrarse en su salud». Como en la excedencia por enfermedad de 2009, Apple anunció que Tim Cook llevaría las operaciones cotidianas y que Jobs seguiría involucrado en las decisiones estratégicas importantes. A pesar de la excedencia, tuvo apariciones en el lanzamiento del iPad 2 el 2 de marzo, la presentación WWDC introduciendo iCloud el 6 de junio, y ante el Ayuntamiento de Cupertino el 7 de junio.
Jobs anunció su renuncia como Director Ejecutivo de Apple el 24 de agosto de 2011. «Desafortunadamente, ese día ha llegado», escribió Jobs, «porque ya no puedo cumplir mis deberes y expectativas como Director Ejecutivo de Apple». Jobs pasó a Presidente del Consejo de Administración y nombró a Tim Cook como su sucesor. Jobs trabajó para Apple hasta el día antes de su muerte.

## Muerte
Steve Jobs falleció en su casa de California a las 2 de la tarde del 5 de octubre de 2011, a los 56 años, a consecuencia de un paro respiratorio derivado de las metástasis del cáncer neuroendocrino de páncreas que le fue descubierto en 2004, por el que en 2009 había recibido un trasplante de hígado. El día anterior había perdido la conciencia y murió estando su esposa, hijos y hermana a su lado.
Su muerte fue anunciada por Apple con una declaración: 

Estamos profundamente entristecidos al anunciar que Steve Jobs ha muerto hoy. La brillantez, pasión y energía de Steve fueron la fuente de incontables innovaciones que enriquecen y mejoran nuestras vidas. El mundo es mucho mejor debido a Steve. Su amor fue para su esposa, Laurene, y su familia. Nuestros corazones están con ellos y con todos aquellos que fueron tocados por sus dones extraordinarios.

Jobs deja a Laurene, su esposa durante 20 años, tres hijos y a Lisa Brennan-Jobs, su hija de una relación anterior. Su familia hizo una declaración diciendo que murió en paz.
Según dijo en el funeral su hermana biológica, Mona Simpson, Jobs miró a su hermana Patty, luego a sus hijos durante un largo rato, después a su esposa Laurene. Sus últimas palabras dichas unas horas antes de su muerte fueron 

OH WOW. OH WOW. OH WOW.

Estas palabras fueron escritas en mayúsculas en el panegírico de The New York Times.
En las dos semanas posteriores a su muerte la Web de Apple presentó una página con el nombre de Jobs, su fecha de nacimiento y fallecimiento y un retrato en blanco y negro. Haciendo clic en la imagen se presentaba la nota necrológica que decía:

Apple ha perdido un visionario y genio creativo, y el mundo ha perdido a un ser humano maravilloso. Los que hemos tenido la suerte de conocerlo y trabajar con Steve, hemos perdido a un gran amigo, mentor e inspirador. Steve ha dejado una compañía que solo él podía crear, pero su espíritu siempre vivirá en Apple.

También Pixar dedicó a Jobs su página web. John Lasseter y Ed Catmull, escribieron un discurso que decía:

Steve fue un visionario extraordinario, nuestro querido amigo y nuestra luz de guía en la familia Pixar. El vio el potencial que Pixar podría tener antes que ninguno de nosotros y más allá de lo que nadie imaginó. Steve se la jugó con nosotros y creyó en nuestro loco sueño de hacer películas animadas por ordenador. La única cosa que siempre decía era «hacedlo estupendo». Pixar evolucionó en la forma que lo hizo por él y su amor por la vida, su fuerza e integridad nos hizo mejores personas. Él siempre será parte del ADN de Pixar. Nuestros corazones están con su esposa Laurene y con sus hijos en estos momentos tan difíciles.

Un pequeño funeral privado tuvo lugar el 7 de octubre de 2011 cuyos detalles no han sido revelados por respeto a la familia de Jobs.
Jobs está enterrado en Alta Mesa Memorial Park, el único cementerio no confesional de Palo Alto.

### Declaraciones de personalidades
Importantes personalidades declararon su pesar por el fallecimiento de Steve Jobs, entre ellos: Barack Obama (44° presidente de los Estados Unidos), Bill Gates y Paul Allen (cofundadores de Microsoft Windows), Sergey Brin y Larry Page (cocreadores de Google), Steven Spielberg (reconocido cineasta estadounidense), Steve Wozniak (compañero cofundador de Apple) y Mark Zuckerberg (cofundador de Facebook) entre otros.
Bill Gates:

Estoy realmente entristecido por la muerte de Steve Jobs. Melinda y yo ofrecemos nuestras sinceras condolencias a su familia y amigos, y a todos los que Steve ha tocado a través de su trabajo.

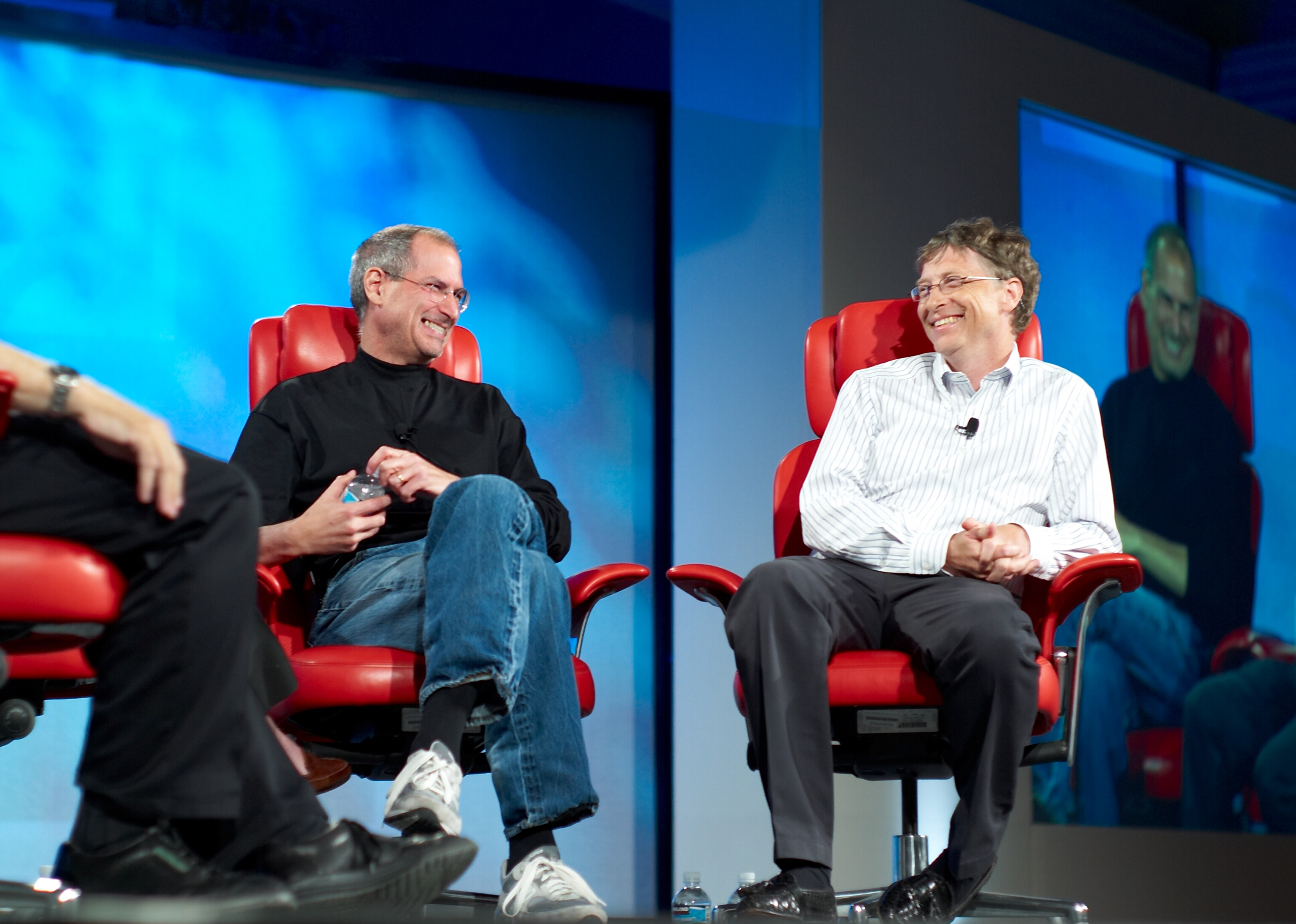
Steve Jobs con su rival y amigo Bill Gates durante la conferencia «D-All Things Digital» de 2007.

Steve y yo nos conocimos hace casi 30 años, hemos sido colegas, competidores y amigos a lo largo de más de la mitad de nuestras vidas.
En el mundo rara vez se ve a alguien que tenga un impacto tan profundo como el que Steve ha tenido y cuyos efectos se dejarán sentir durante muchas generaciones que están por venir.
Para aquellos que tenemos la suerte de haber trabajado con él, ha sido un honor increíblemente brillante. Voy a echarte muchísimo de menos Steve.

Steve Wozniak:

Las personas, a veces, tenemos metas en la vida. Steve Jobs superó cada una de las que se impuso.

Steven Spielberg:

Steve Jobs fue el mayor inventor desde Thomas Edison. Puso el mundo en nuestras manos.

Mark Zuckerberg:

Steve, gracias por ser un mentor y un amigo. Gracias por enseñarnos que lo que se genera puede cambiar el mundo. Te echaré de menos.

- No obstante, no todas las declaraciones fueron propicias a la figura de Steve Jobs:

Richard Stallman es fundador del movimiento por el software libre en el mundo y de la GNUPedia, considerada como un antecedente directo de la Wikipedia:

Como el alcalde de Chicago Harold Washington dijo de su corrupto predecesor el alcalde Daley, «no estoy contento de que haya muerto, pero sí de que se haya ido». Nadie merece tener que morir (ni Jobs, ni el Sr. Bill, ni incluso gente culpable de males peores que los de ellos). Pero todos nosotros sí merecemos el final de la maligna influencia de Jobs sobre la informática de la gente. Por desgracia esa influencia continúa a pesar de su ausencia. Sólo podemos confiar en que sus sucesores sean menos eficaces que él al intentar continuar con su legado.

El pionero del software libre Richard Stallman disintió de las hagiografías mayoritarias para centrar la atención en el férreo control que Apple tuvo sobre las computadoras y los aparatos portátiles, cómo Apple restringió el acceso a los periodistas y cómo violó la privacidad continuamente: «Steve Jobs, el pionero de la computadora como una cárcel hecha atractiva, diseñada para recortar a los necios su libertad, ha muerto».

## Relación con la prensa

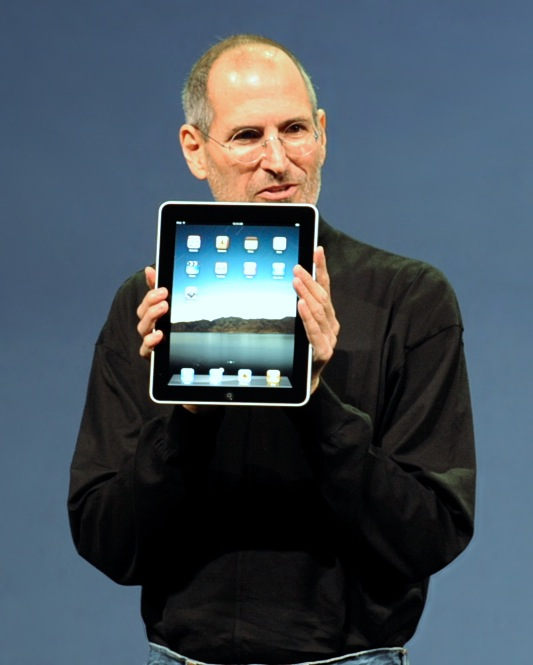
Steve Jobs con la primera generación de la tableta iPad.

El reportero de Silicon Valley Dan Gillmor dijo:

Apple ha tomado posturas que en mi opinión son declaradamente hostiles a la práctica del periodismo.

 Durante la etapa de Jobs, Apple demandó a tres pequeños blogueros que escribían noticias de la compañía y de sus productos futuros, y trató de usar los juzgados para forzarles a revelar sus fuentes. Apple incluso demandó a un adolescente, Nicholas Ciarelli, que escribía especulaciones entusiastas sobre los productos Apple desde que tenía 13 años. Su blog ThinkSecret era un juego de palabras sobre el eslogan de Apple: «Think Different» ('piensa diferente'). Rainey escribió que Apple quería eliminar ThinkSecret porque «pensaba que cualquier filtración, aunque fuera favorable, diluía el golpe de los lanzamientos de producto muy coreografiados por Jobs, con sus tejanos y su jersey de cuello alto, como una estrella».
Aunque los reporteros escribieron elegías elogiosas tras la muerte de Jobs, el crítico James Rainey de Los Angeles Times escribió que: 

Eran cortesía de unos reporteros que off-the-record contaban historias de una compañía obsesionada por el secreto hasta el punto de la paranoia. Nos recuerdan cómo calló a un joven bloguero, castigó a un editor que osó imprimir una biografía no autorizada de Jobs y repetidamente fue en contra de los principios más básicos de la prensa libre.

Malcolm Gladwell en The New Yorker afirmó que: 

La sensibilidad de Jobs era editorial, no inventiva. Su don estaba en tomar lo que estaba frente a él y refinarlo sin piedad.

## Evolución de la acción de Apple
El día de su muerte la capitalización bursátil de Apple era de 350 670 millones de dólares. Cuando salió a bolsa en 1980 una acción costaba, según su precio ajustado, lo que hoy serían unos dos euros. El día en que murió, una acción valía más de 280 euros (377 dólares) incluyendo unos intereses financieros envidiables. Estos datos avalan el reconocimiento como ejecutivo que lo acompañó en la última etapa de su carrera. En palabras de Rupert Murdoch, «Steve Jobs fue simplemente el mejor consejero delegado de su generación». Coincidía en ello con la revista Harvard Business Review, que ya lo reconoció como tal a finales del 2009.

## Reconocimientos

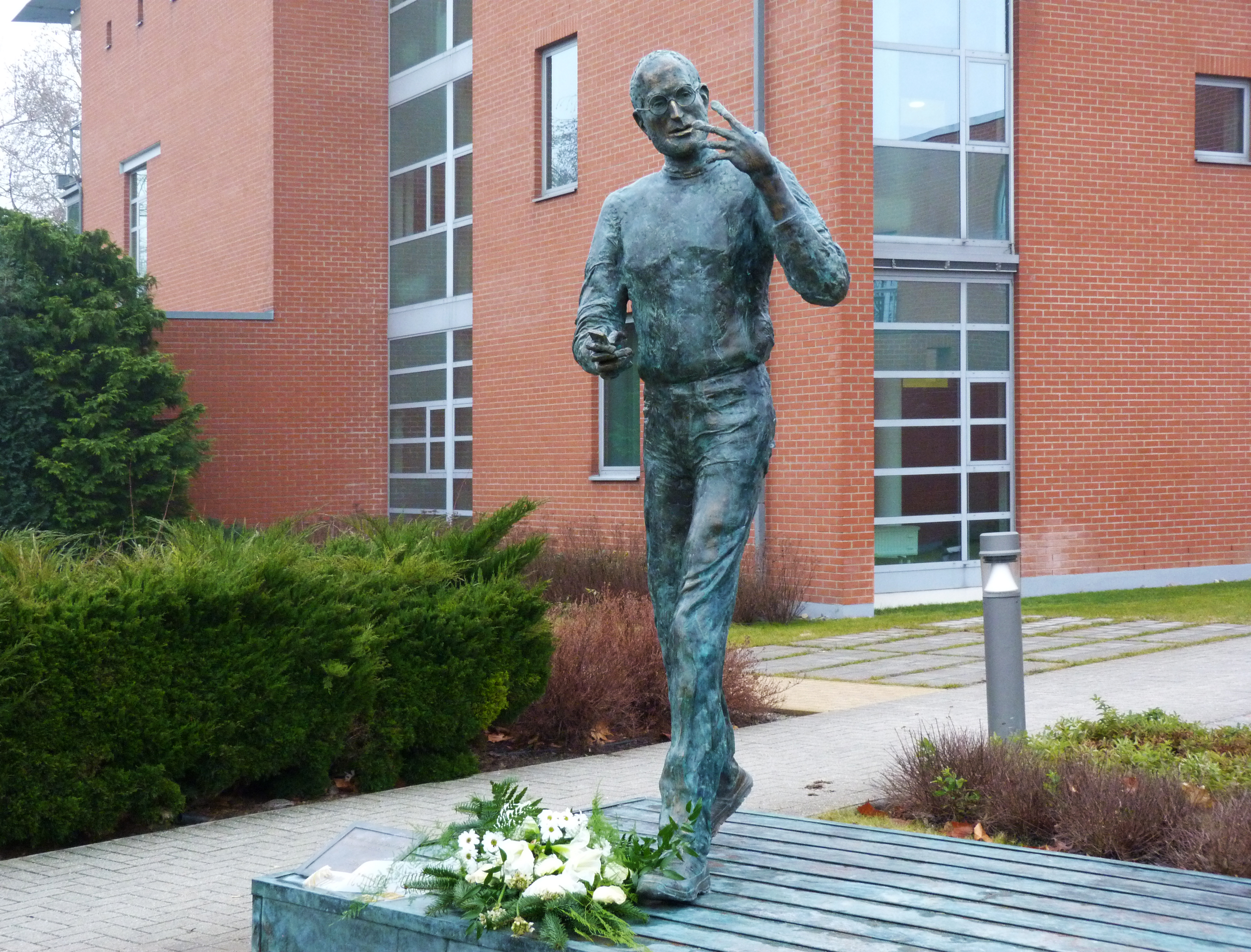
Estatua de Steve Jobs en el parque Graphisoft de Budapest.

- En 1985, condecorado con la Medalla Nacional de Tecnología por el presidente estadounidense Ronald Reagan.[44]
- En 2004, Premio al Visionario en los Premios Billboard de Entretenimiento Digital.[44]
- El 27 de noviembre de 2007 fue nombrado la persona más poderosa del mundo de los negocios por la revista Fortune.[117]
- El 5 de diciembre de 2007 el entonces gobernador de California, Arnold Schwarzenegger, le incluyó en el Salón de la Fama de California, en el Museo de California de Historia, la Mujer y las Artes.[118]
- En octubre de 2009 fue elegido «empresario de la década» por la revista Fortune.[119]
- En diciembre de 2009 fue elegido director ejecutivo del año por la revista Harvard Business Review por «incrementar en 150 000 millones el valor en bolsa de Apple en los últimos 12 años.»

### Póstumos
- En marzo de 2012 fue elegido por la revista Fortune como el mejor emprendedor de la historia moderna, seguido por Bill Gates.[120][121]
- El 7 de julio de 2022, recibió la condecoración póstuma de la Medalla Presidencial de la Libertad de manos del Presidente de los Estados Unidos Joe Biden por su contribución hacia el fortalecimiento de la educación con base en la tecnología y la transformación del mundo en torno a la igualdad.[122]

## Críticas
- En el libro The Agony and the Ecstasy of Steve Jobs de Mike Daisey se muestra la existencia de un ambiente de terror en las empresas de Hon Hai donde se producen la mayoría de componentes y aparatos electrónicos de empresas como Apple.[123][124]
- Para el economista Vicenç Navarro López, el imperio de Apple y Steve Jobs se ha montado sobre la investigación y el desarrollo científico financiado con fondos públicos y la producción sobre la explotación de los trabajadores en condiciones infrahumanas, además de que Jobs era una persona claramente hostil para con los trabajadores y despreciaba a Bill Gates por su «excesivo interés en ayudar a los pobres».[124]
- Eric Alterman, en un artículo público en The Nation el 28 de noviembre de 2011 Steve Jobs. Una vergüenza americana (Steve Jobs. An American Disgrace), señala la insensibilidad hacia las condiciones laborales de los trabajadores en sus empresas mostrando gran hostilidad hacia la clase trabajadora. Steve Jobs había aconsejado al presidente Obama eliminar cualquier tipo de protección a los trabajadores o al medio ambiente.[125][124]
- En febrero de 2012, el FBI hizo públicos datos secretos de una investigación interna sobre Steve Jobs realizada en 1991, cuando el empresario (por entonces presidente de la tecnológica NeXT) fue propuesto para un cargo como asesor de comercio internacional del expresidente George H. W. Bush. «La investigación del FBI llega a incluir detalles del reportaje que le dedicó la revista Time en 1983, para describir su carácter 'superficial y cruel' en las relaciones personales. Otra fuente añadió que 'no tenía vida personal por su narcisismo y superficialidad' y que el éxito alcanzado dentro de Apple le había costado su 'integridad y honestidad y le hacía distorsionar la realidad'. Otro amigo de Jobs afirma que su ambición había enfadado a muchos trabajadores de la compañía...», aunque muchos entrevistados generalmente acababan alabando su inteligencia, visión, tenacidad y capacidad de trabajo.[126]